# Lista najwyższych budynków w San Francisco
San Francisco jest jednym z największych miast na zachodnim wybrzeżu Stanów Zjednoczonych, a przy tym jednym z największych skupisk wieżowców. Znajduje się tutaj ponad 60 budynków o wysokości powyżej 100 metrów. Aktualnie trwa budowa 4 wieżowców. Żaden z nich nie stanie się najwyższym budynkiem w mieście.

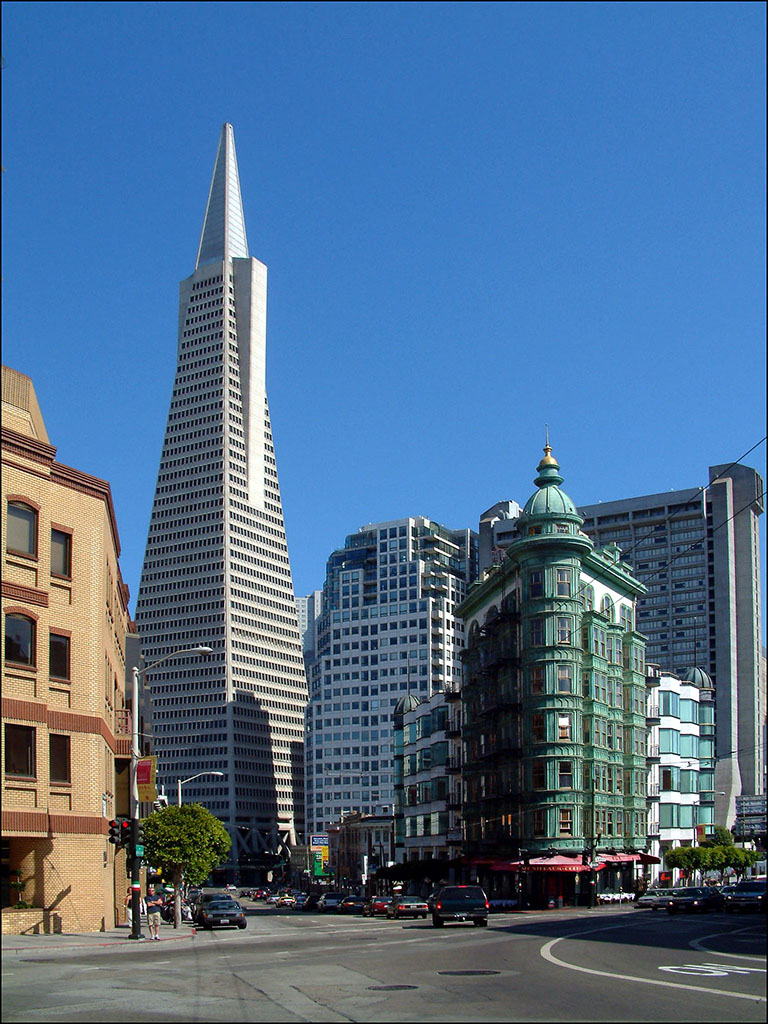
Transamerica Pyramid

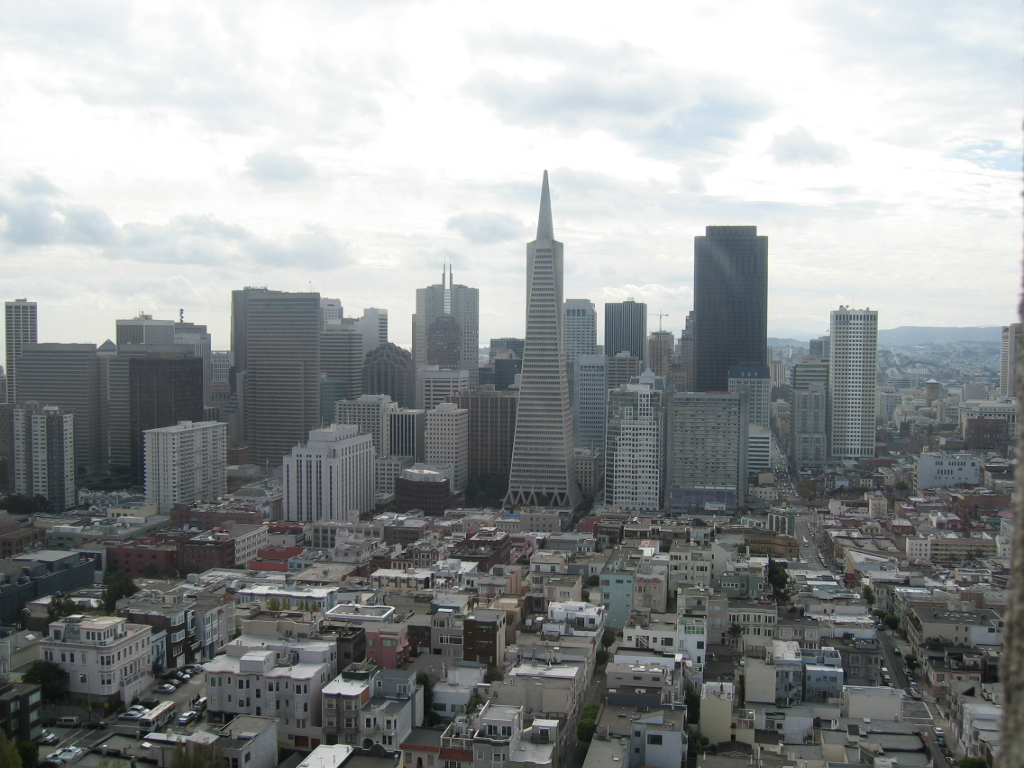
Centrum miasta

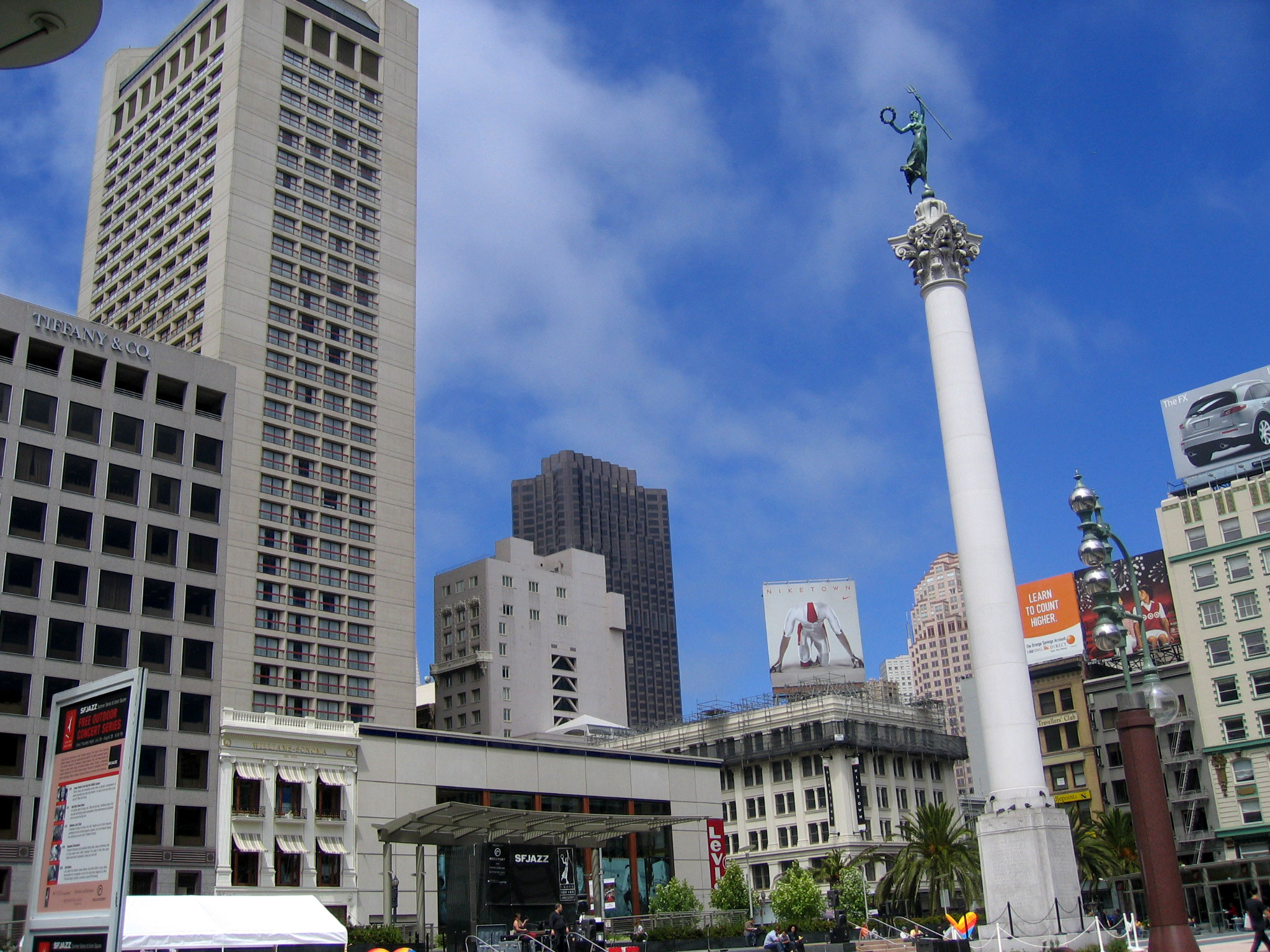
Po lewej stronie Grand Hyatt San Francisco. W głębi 555 California Street

## Najwyższe budynki
| Ranking | Budynek                                               | Wysokość strukturalna | Liczba pięter | Rok budowy |
| ------- | ----------------------------------------------------- | --------------------- | ------------- | ---------- |
| 1.      | Salesforce Tower                                      | 326 m                 | 61            | 2018       |
| 2.      | Transamerica Pyramid                                  | 260 m                 | 48            | 1972       |
| 3.      | 181 Fremont                                           | 245 m                 | 56            | 2018       |
| 4.      | 555 California Street                                 | 237 m                 | 52            | 1969       |
| 5.      | 345 California Center                                 | 220 m                 | 48            | 1986       |
| 6.      | Millennium Tower                                      | 197 m                 | 60            | 2009       |
| 7.      | One Rincon Hill                                       | 195 m                 | 60            | 2008       |
| 8.      | Park Tower at Transbay                                | 184 m                 | 43            | 2018       |
| 9-10.   | 50 Fremont Center                                     | 183 m                 | 43            | 1985       |
| 9-10.   | 101 California Street                                 | 183 m                 | 48            | 1982       |
| 11-12.  | The Avery                                             | 175 m                 | 56            | 2019       |
| 11-12.  | Chevron Tower                                         | 175 m                 | 40            | 1975       |
| 13.     | Four Embarcadero Center                               | 174 m                 | 45            | 1982       |
| 14.     | One Embarcadero Center                                | 173 m                 | 45            | 1971       |
| 15.     | 44 Montgomery                                         | 172 m                 | 43            | 1967       |
| 16.     | Spear Tower                                           | 172 m                 | 43            | 1976       |
| 17.     | Citicorp Center                                       | 168 m                 | 39            | 1984       |
| 18.     | The Harrison                                          | 165 m                 | 49            | 2014       |
| 19.     | One Front Street                                      | 164 m                 | 38            | 1979       |
| 20-21.  | 525 Market Street                                     | 161 m                 | 39            | 1973       |
| 20-21.  | McKesson Plaza                                        | 161 m                 | 38            | 1969       |
| 22.     | 425 Market Street                                     | 160 m                 | 38            | 1973       |
| 23.     | Four Seasons Private Residences at 706 Mission Street | 155 m                 | 43            | 2020       |
| 24.     | One Montgomery Tower                                  | 152 m                 | 38            | 1982       |
| 25.     | 333 Bush Street                                       | 151 m                 | 43            | 1986       |
| 26.     | Hilton San Francisco & Towers I                       | 150 m                 | 46            | 1971       |
| 27.     | Pacific Gas & Electric Building                       | 150 m                 | 34            | 1971       |